# Chelsea Gubecka
Chelsea Lea Gubecka (Nambour, 8 de septiembre de 1998) es una deportista australiana que compitió en natación, en la modalidad de aguas abiertas.
Ganó cuatro medallas en el Campeonato Mundial de Natación, en los años 2023 y 2024, y una medalla de bronce en el Campeonato Pan-Pacífico de Natación de 2014.

## Palmarés internacional
| Campeonato Mundial      | Campeonato Mundial     | Campeonato Mundial | Campeonato Mundial |
| Año                     | Lugar                  | Medalla            | Prueba             |
| ----------------------- | ---------------------- | ------------------ | ------------------ |
| 2023                    | Fukuoka (Japón)        | Medalla de plata   | 10 km              |
| 2023                    | Fukuoka (Japón)        | Medalla de bronce  | Equipo mixto       |
| 2024                    | Doha (Catar)           | Medalla de oro     | Equipo mixto       |
| 2024                    | Doha (Catar)           | Medalla de plata   | 5 km               |
| Campeonato Pan-Pacífico |                        |                    |                    |
| Año                     | Lugar                  | Medalla            | Prueba             |
| 2014                    | Gold Coast (Australia) | Medalla de bronce  | 10 km              |